# پولیانلو
پولیانلو (به ایتالیایی: Puglianello) یک کومونه در ایتالیا است که در استان بنونتو واقع شده‌است. پولیانلو ۸٫۳ کیلومتر مربع مساحت و ۱٬۳۷۰ نفر جمعیت دارد و ۶۱ متر بالاتر از سطح دریا واقع شده‌است.